# 별량남초등학교
별량남초등학교는 대한민국 전라남도 순천시에 있었던 공립 초등학교이다.

## 연혁
- 1940년 4월 20일 별량공립심상소학교 부설 무풍간이학교 개설
- 1943년 4월 1일 별량남공립국민학교 분리
- 1982년 3월 1일 병설유치원 개원
- 1996년 3월 1일 별량남초등학교로 개칭
- 2000년 3월 1일 별량초등학교로 통폐합